# Üzeyir Hacıbəyov
Üzeyir bəy Əbdülhüseyn oğlu Hacıbəyov (Agdžabedi, 18. rujna 1885. – Baku, 23. studenog 1948.) bio azerski skladatelj, dirigent, pisac, kolumnist, dramaturg, prevoditelj i pedagog. Nositelj je zvanja narodnog umjetnika SSSR. 
Hadžibejli se smatra ocem azerske klasične glazbe i opere. Također je prvi musliman koji je pisao opere. Napisao je himnu Azerbajdžanske Demokratske Republike koja je i himna današnjeg Azerbajdžana. Pored toga je napisao i himnu nekadašnje Azerbajdžanske SSR.
- Spomenik Hadžibejliju na Beogradskom keju u Novom Sadu u Srbiji.

## Vanjske poveznice
- Prezentacija posvećena Uzeiru Hadžibejliju (engl.)
- Ljetopis života i stvaralaštva Uzeira Hadžibejlija (engl.)